# Invasión italiana de Egipto
La invasión italiana de Egipto, llamada Operación E en términos militares, fue una ofensiva en la Segunda Guerra Mundial, contra las  fuerzas británicas, de la  Commonwealth y de las  fuerzas francesas libres. La invasión italiana puso fin a las escaramuzas fronterizas y comenzó la Campaña del Desierto Occidental entre 1940 y 1943, propiamente dicha. El objetivo de las fuerzas italianas en Libia era apoderarse del Canal de Suez avanzando a lo largo de la costa egipcia. Después de numerosos retrasos, el alcance de la ofensiva se redujo a un avance hasta Sidi Barrani, con ataques a las fuerzas británicas en el área.
El Décimo Ejército avanzó cerca de 65 millas (105 km) hacia Egipto, pero solo hizo contacto con las fuerzas de detección británicas del 7.º Grupo de Apoyo —7.ª División Blindada—, no con la fuerza principal alrededor de Mersa Matruh. El 16 de septiembre de 1940, el Décimo Ejército se detuvo y tomó posiciones defensivas alrededor del puerto de Sidi Barrani, con la intención de construir campamentos fortificados, mientras esperaba que los ingenieros construyeran la Via della Vittoria a lo largo de la costa, una extensión de la  Via Balbia Libia. Los italianos comenzaron a acumular suministros para un avance hacia Mersa Matruh, unas 80 millas (130 km) más al este, la base de la 7.ª División Blindada y la 
4.ª División de Infantería (India).
El 8 de diciembre, antes de que el 10.º Ejército estuviera listo para reanudar su avance sobre Mersa Matruh, los británicos comenzaron la Operación Compass. La operación fue planeada como una incursión de cinco días contra la línea de campamentos italianos fortificados fuera de Sidi Barrani. La incursión fue un éxito y las pocas unidades del 10.º Ejército en Egipto que no fueron destruidas se vieron obligadas a retirarse. Los británicos persiguieron los restos del Décimo Ejército a Sollum, Bardia, Tobruk, Derna, Mechili, Beda Fomm y El Agheila en el Golfo de Sirte. Los británicos perdieron 1900 hombres, entre muertos y heridos, durante la operación y tomaron 133 298 prisioneros italianos y libios, 420 tanques, más de 845 cañones y muchos aviones.

## Antecedentes

### Libia

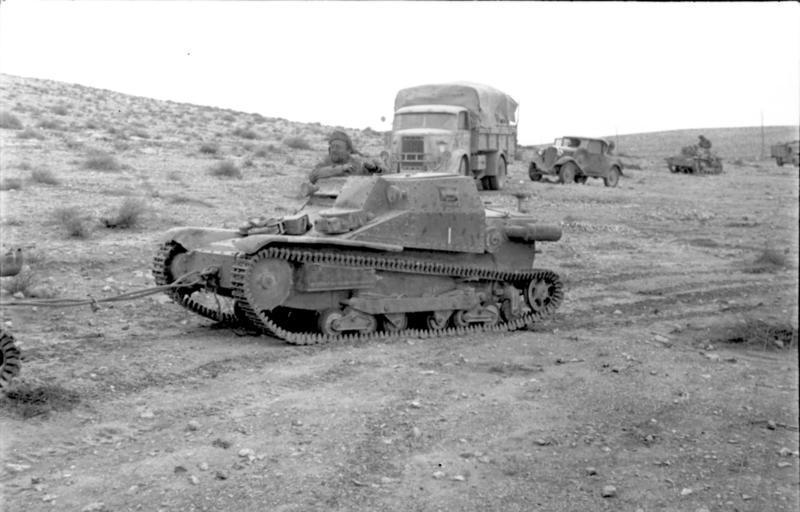
Tanquetas italianas L3/33.

Cirenaica, la provincia oriental de Libia, había sido una colonia italiana desde la guerra ítalo-turca (1911–1912). Con Túnez, una parte de África del norte francesa al oeste y Egipto al este, los italianos se prepararon para defender ambas fronteras, a través de una Sede Suprema del Norte de África, bajo el mando del Gobernador General de Libia italiana, Mariscal de la Fuerza Aérea, Italo Balbo. La Sede Suprema tenía el 5.º Ejército, al mando del general Italo Gariboldi en el oeste y el 10.º Ejército, al mando del general Mario Berti en el este, que a mediados de 1940 tenía nueve divisiones metropolitanas de aproximadamente 13 000 hombres cada una, tres divisiones de la Milizia Volontaria per la Sicurezza Nazionale, más conocidos como «Camisas Negras» y dos divisiones coloniales libias italianas con 8000 hombres cada una. Los reservistas habían sido vueltos a llamar a filas en 1939, junto con la habitual llamada de reclutas.
En 1936, el general Alberto Pariani había sido nombrado jefe del Estado Mayor del ejército italiano y comenzó una reorganización de las divisiones para luchar contra las guerras de decisión rápida, según el pensamiento de que la velocidad, la movilidad y la nueva tecnología podrían revolucionar las operaciones militares. En 1937 comenzaron a cambiar las divisiones de tres regimientos (triangulares) a dos regimientos (divisiones binarias), como parte de un plan de diez años para reorganizar el ejército permanente en 24 binarios, 24 triangulares, doce de montaña, tres motorizados y tres divisiones blindadas. El efecto del cambio fue aumentar la carga administrativa del ejército, sin un aumento correspondiente en la efectividad. Las nuevas tecnologías, los tanques, los vehículos motorizados y las comunicaciones inalámbricas tardaron en llegar y fueron inferiores a las de los enemigos potenciales. La dilución de la clase de oficiales para encontrar personal adicional de la unidad se agravó por la politización del ejército y la adición de la Milicia Camisas Negras. Las reformas también promovieron ataques frontales a la exclusión de otras teorías, dejando de lado el énfasis en la guerra móvil rápida respaldada por la artillería.
La moral se consideraba alta y el ejército tenía experiencia reciente en operaciones militares. La Regia Marina había prosperado bajo el régimen fascista, que había comprado tres barcos rápidos, bien construidos y bien armados y una gran flota submarina, pero la marina carecía de experiencia y entrenamiento. La Regia Aeronautica estaba lista para la guerra en 1936, pero se había estancado y los británicos no consideraban que fuera capaz de mantener una alta tasa de operaciones. El 5.º Ejército, con ocho divisiones, tenía su base en Tripolitania, la mitad occidental de Libia, frente a Túnez, y el 10.º Ejército, con seis divisiones de infantería, se mantuvo en Cirenaica, en el este. Cuando se declaró la guerra, el 10.º Ejército desplegó la 1.ª División libia Sibille en la frontera de Giarabub a Sidi Omar y XXI Cuerpo de Sidi Omar a la costa, Bardia y Tobruk. El XXII Cuerpo se movió al suroeste de Tobruk, para actuar como una fuerza de contraataque.
Antes de declararse la guerra, Balbo expresó sus dudas a Mussolini,

No es la cantidad de hombres lo que me causa ansiedad, sino sus armas ... equipadas con piezas de artillería muy antiguas y limitadas, casi sin armas antitanques y antiaéreas ... es inútil enviar más miles de hombres si no podemos proporcionarles los requisitos indispensables para moverse y luchar.

-  Italo Balbo

y exigió más equipo, incluidos 1000 camiones, 100 camiones cisterna, más tanques medios y cañones antitanque, que la economía de guerra italiana no pudo producir o el ejército se transfirió de otra parte. El mariscal de Italia Pietro Badoglio, para entonces Jefe de Estado Mayor en Roma, hizo promesas: «Cuando tengas los setenta tanques medios dominarás la situación», mientras Balbo se preparaba para invadir Egipto el 15 de julio. Después de que mataron a Balbo, Benito Mussolini lo reemplazó con el mariscal Rodolfo Graziani, con órdenes de atacar Egipto antes del 8 de agosto. Graziani respondió que el Décimo Ejército no estaba equipado adecuadamente y que un ataque no podría tener éxito pero Mussolini le ordenó a Graziani que atacara de todos modos.

### Egipto

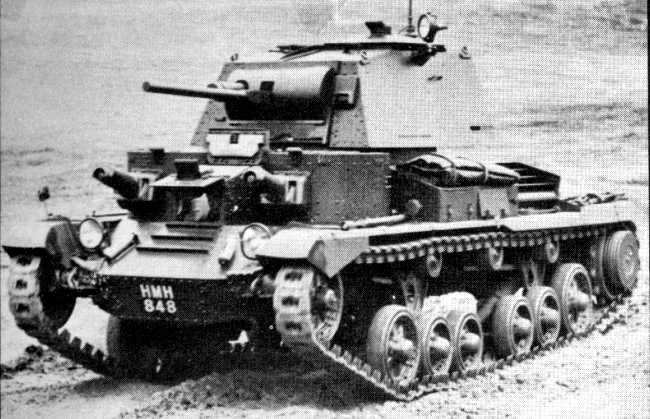
Tanque Cruiser Mk I (A9).

Los británicos tenían tropas en Egipto desde 1882, pero las disposiciones del Tratado anglo-egipcio de 1936 las redujeron sustancialmente. La escasas tropas británicas y de la Commonwealth guarnecían el Canal de Suez y la ruta del mar Rojo. El canal era vital para las comunicaciones británicas con sus territorios del Lejano Oriente y el océano Índico. A mediados de 1939, el teniente general Archibald Wavell fue nombrado general en jefe (GOC-in-C) del nuevo mando de Oriente Próximo, que abarcaba los frentes bélicos del Mediterráneo y Oriente Próximo. Por su parte, las divisiones francesas en Túnez se enfrentaron al 5.º Ejército italiano en la frontera occidental de Libia hasta el armisticio del 22 de junio de 1940.
En Libia, el Regio Esercito tenía aproximadamente 215 000 hombres y en Egipto los británicos tenían alrededor de 36 000, a los que había que sumar los 27 500 que se adiestraban en  Palestina.[10] Las fuerzas británicas incluían la División Móvil (Egipto) al mando del general de división Percy Hobart, una de las dos unidades de entrenamiento blindadas británicas, que a mediados de 1939 pasó a llamarse División Acorazada (Egipto) (el 16 de febrero de 1940, se convirtió en la 7.ª División Blindada). La frontera entre Egipto y Libia la defendía el Cuerpo Fronterizo de Egipto y en junio de 1940, el cuartel general de la Sexta División de Infantería del general de división Richard O'Connor tomó el mando de las tropas destinadas en el Desierto Occidental, con instrucciones de expulsar a los italianos de sus puestos fronterizos y dominar el interior si comenzaba la guerra. La Séptima División Acorazada, menor que la Séptima Brigada Acorazada, se reunió en Mersa Matruh y envió al séptimo grupo de apoyo hacia la frontera como destacamento de cobertura.
La RAF también acercó la mayoría de los bombarderos a la frontera; Malta recibió refuerzos para que desbaratase la ruta de suministro italiana a Libia. El 17 de junio, el cuartel general de la 6.ª División de Infantería, cuyas unidades carecían de todas sus dotaciones y tenían parte de la tropa en adiestramiento, pasó a llamarse Fuerza del Desierto Occidental. En Túnez los franceses tenían ocho divisiones, capaces solo de operaciones limitadas, y en Siria había tres divisiones mal armadas y con escasa formación, con cerca de cuarenta mil soldados y guardias de frontera, dedicadas a tareas de ocupación. Las fuerzas terrestres y aéreas italianas en Libia superaban en gran medida a las británicas en Egipto, pero tenían escaso ánimo y un equipo inferior al del enemigo. En el África oriental italiana había otras 130 000 tropas italianas y africanas con 400 cañones, 200 tanques ligeros y 20 000 camiones; Italia declaró la guerra el 10 de junio de 1940.

### El terreno
La guerra se libró principalmente en el Desierto Occidental, que tenía aproximadamente 390 kilómetros de ancho, entre Mersa Matruh, en Egipto, hasta Gazala, en la costa de Libia, a lo largo de la Via Balbia, la única carretera pavimentada de la región. El gran mar de arena, 240 km hacia el interior, marcaba el límite sur del desierto y tenía en anchura máxima en Giarabub y Siwa; para los británicos, el Western Desert («desierto occidental») era un término que abarcaba la Cirenaica oriental, en Libia. Desde la costa, extendiéndose tierra adentro, se encuentra una meseta de desierto pedregoso a 150 m sobre el nivel del mar, que se extiende a una distancia de 200-300 km hasta el mar de arena. Escorpiones, víboras y moscas pueblan la región, que está habitada por un pequeño número de beduinos nómadas.
Las rutas de los beduinos conectaban los pozos y atravesaban el terreno más fácil de transitar. Se orientaban por el sol, las estrellas, la brújula y el «sentido del desierto», la capacidad de interpretar el medio que se obtiene con la experiencia. El desconocimiento del terreno quedó neto cuando las tropas italianas penetraron en Egipto en septiembre de 1940: el Grupo Maletti se perdió al salir de Sidi Omar y tuvo que ser localizado por avión. En primavera y verano, los días son muy calurosos y las noches muy frías. El siroco (también llamado gibleh o ghibli), un viento cálido del desierto, levanta nubes de arena fina que reducen la visibilidad a unos pocos metros y cubre ojos, pulmones, maquinaria, alimentos y equipos. Los vehículos motorizados y los aviones necesitan filtros especiales para el aceite y el aire para poder funcionar, y la aridez del terreno exige que el agua, los víveres y el equipo tenga que traerse de fuera.

## Preludio

### 10.º ejército
Las diez divisiones del Décimo Ejército bajo el mando de  Berti estaban en los cuerpos XX, XXI, XXII, XXIII y el nuevo Gruppo Divisioni Libiche (Cuerpo de Libia). Las divisiones del Décimo Ejército eran divisiones estándar de infantería binaria italiana, divisiones de infantería Camisas Negras o Camicie Nere o CCNN o divisiones coloniales libias italianas. El cuerpo libio, el cuerpo XXIII y el cuerpo XXI fueron utilizados en la invasión. El Cuerpo libio tenía dos divisiones de infantería libia y el Grupo Maletti o Raggruppamento Maletti, una unidad ad hoc compuesta de seis batallones motorizados libios bajo el mando del General Pietro Maletti. El Grupo Maletti incorporó gran parte de las armas disponibles para los italianos y casi todos los tanques medios Fiat M11/39. Maletti avanzó con el ejército y Graziani permaneció en su cuartel general en Tobruk.
Berti prefirió un avance a lo largo de la carretera de la costa por la infantería del XXI Cuerpo, porque las divisiones de infantería metropolitana del XXI Cuerpo tenían poca experiencia en el desierto. Estarían flanqueados al sur por las divisiones libias mucho más experimentadas y el motorizado Grupo Maletti. Las fuerzas de tierra fueron apoyadas por la 5.° Squadra de la Regia Aeronautica, con 300 aviones de varios tipos. El comando tenía cuatro alas de bombardero, una de combate, tres grupos de combate, dos grupos de reconocimiento y dos escuadrones de aviones de reconocimiento colonial, con bombarderos Savoia-Marchetti SM.79, aviones de ataque a tierra Breda Ba.65, cazas Fiat CR.42 y aviones de reconocimiento IMAM Ro.37, Caproni Ca.309 y Caproni Ca.310bis. La 5.° Squadra se organizó para seguir y apoyar al ejército en el campo como una unidad autónoma. Berti podía esperar poco apoyo de la Regia Marina italiana, porque se habían perdido diez submarinos desde que Italia declaró la guerra, la flota era demasiado importante para arriesgarse y carecía de combustible.

### Planes italianos
Tres veces se fijaron las fechas para una invasión italiana y luego se cancelaron; el primer plan tenía la intención de coincidir con una invasión alemana a Inglaterra prevista para el 15 de julio de 1940. Balbo exigió todos los camiones del 5.º Ejército y a los tanques medios Fiat M11/39 que le fueron entregados, para reforzar el Décimo Ejército para un cruce de la frontera y una ocupación de Sollum tan pronto como se declaró la guerra. Después de que un contraataque británico fuera rechazado y los ejércitos italianos fueran repuestos, el avance continuaría. Aunque este plan se basó en una apreciación realista de lo que podían lograr los ejércitos italianos en Libia, fracasó cuando se canceló la invasión de Inglaterra. El segundo plan, para el 22 de agosto, fue para establecer un avance limitado hacia Sollum y Shawni el Aujerin hacia el este, con tres columnas moviéndose en tres líneas de avance. Una vez que Sollum estuviera asegurado, se contemplaría un avance hacia Sidi Barrani, un ejemplo del avance en masa utilizado en el frente norte de la Guerra de Etiopía. Las divisiones de infantería no motorizadas italianas utilizarían la única red de carreteras, pero el calor del verano en agosto, que les habría afectado más, llevó a otro aplazamiento.

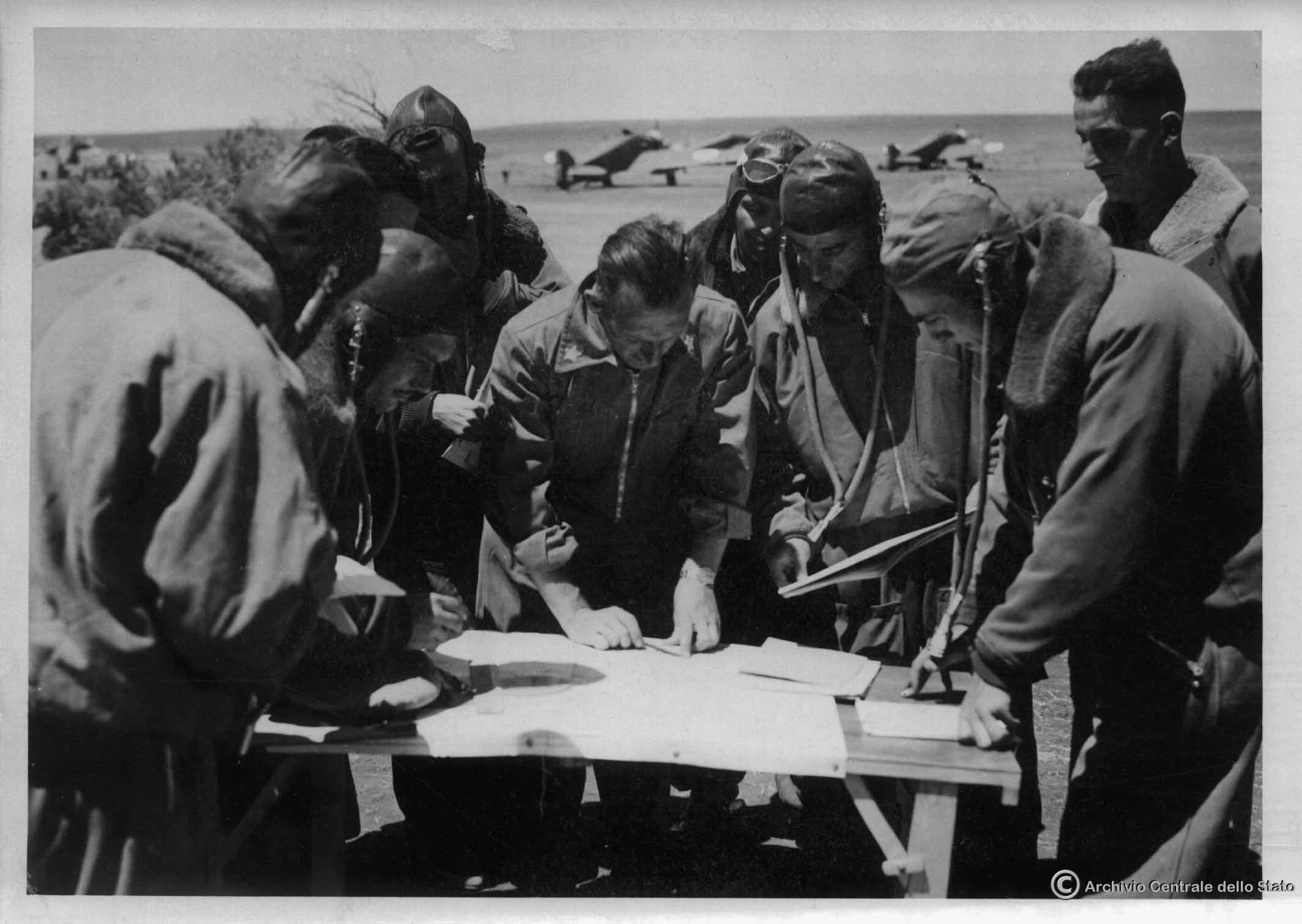
Pilotos italianos de la Regia Aeronautica que estudian un mapa en Egipto (septiembre de 1940).

El tercer plan era una invasión el 9 de septiembre, con Sidi Barrani como objetivo, que Graziani reveló a su personal seis días antes del día en que Mussolini ordenó la invasión. Las divisiones metropolitanas no motorizadas avanzaron a lo largo de la costa y atacaron a través del Paso de Halfaya, para ocupar Sollum y continuar hasta Sidi Barrani. Una columna del sur de las divisiones libias y el Grupo Maletti debían avanzar a lo largo de Dayr al Hamra, a Bir ar Rabiyah y Bir Enba, para sobrepasar a los británicos en la escarpa. El Grupo Maletti debía avanzar hacia el sur y el este a través del desierto, pero el personal italiano no proporcionó los mapas y el equipo de navegación adecuados; al pasar a sus puntos de montaje y de salto, el grupo se perdió y el cuartel general del XXIII Cuerpo tuvo que enviar aviones para ayudar a llevar al grupo a la posición, las divisiones libias llegaron más tarde al encuentro, cerca de Fuerte Capuzzo.
El fracaso del despliegue se sumó a las dudas sobre la falta de camiones y aviones de transporte y la dominación británica del terreno, lo que llevó a otro cambio de plan. El cuarto plan fue para el 13 de septiembre, con Sidi Barrani y el área al sur como objetivo. El Décimo Ejército, con cinco divisiones y los tanques, avanzaría en masa por la carretera de la costa, ocuparía Sollum y avanzaría hasta Sidi Barrani, a través de Buq Buq. Habiendo llegado a Sidi Barrani, el ejército debía consolidarse y traer suministros, destruir un contraataque británico y reanudar el avance hacia Matruh. Las divisiones de infantería italiana no motorizada debían utilizar la carretera de la costa, porque estas divisiones serían ineficaces en cualquier otro lugar. Una operación similar se había llevado a cabo en el frente norte de Etiopía, pero iba en contra de la teoría, por lo que había muchas fuerzas en contra para ejecutarlo. Graziani creía que la única manera de derrotar a los británicos era por mayor número de efectivos, habiendo sobrestimado su fuerza.

### Fuerza del Desierto Occidental

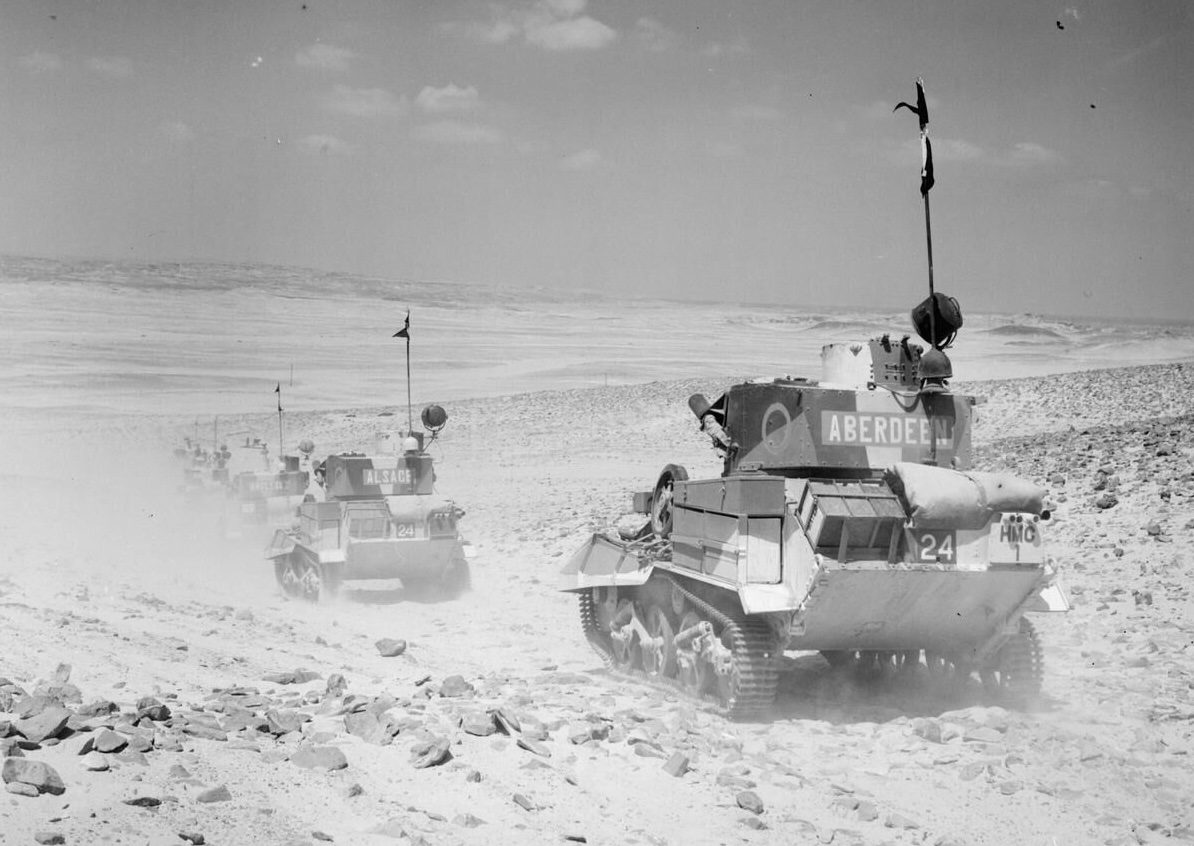
Los tanques ligeros británicos MK VIB de la 7.ª División Blindada en patrulla en el desierto, 2 de agosto de 1940.

Wavell tenía alrededor de 36 000 soldados en Egipto, incluidas las unidades de apoyo y administración. Todas las formaciones estaban incompletas y carecían de equipamiento y artillería. La 2.ª División de Nueva Zelanda con el Mayor General Bernard Freyberg al mando, tenía una brigada de infantería, un regimiento de caballería no flexible, un batallón de ametralladoras y un regimiento de artillería de campaña; la 4.ª División de Infantería (India) con el General de División Noel Beresford-Peirse al mando, tenía dos brigadas de infantería y parte de su establecimiento de artillería; la 7.ª División Blindada del Mayor General Sir Michael O'Moore Creaghtenía dos brigadas blindadas compuestas de dos regimientos en lugar de los tres y catorce batallones de brigadas de infantería británica. Wavell debía defender Egipto y el Canal de Suez contra una fuerza estimada de 250 000 soldados italianos con base en Libia y unos 250 000 más en África Oriental Italiana.
El Grupo de Apoyo, con tres batallones de infantería motorizados, artillería, ingenieros y artilleros, debía hostigar a los italianos y luchar en las acciones de demora entre la frontera y Matruh si era atacado, pero mantener intacta la capacidad de atacar a la principal fuerza italiana. En Matruh, una fuerza de infantería esperaría el ataque italiano, mientras que desde la escarpa en el flanco del desierto, la mayor parte de la 7.ª División Blindada estaría lista para contraatacar. La misión de la fuerza de cobertura era exagerar su tamaño y el Grupo de Apoyo debía usar su movilidad para cubrir el flanco del desierto, mientras que a lo largo de la carretera de la costa, la 3.ª Coldstream Guards, una compañía del 1.º Cuerpo del King's Royal Rifle Corps (KRRC) y una compañía motorizada de infantes de marina de la Francia Libre. Los infantes de marina franceses, con artillería de apoyo y ametralladoras, retrocederían en etapas, demoliendo la carretera cuando se retirasen. A finales de mayo de 1940, la Royal Air Force en el Medio Oriente tenía 205 aviones, incluidos 96 bombarderos Bristol Bombay y Blenheim y 75 cazas Gloster Gladiator obsoletos y otros 34 de diversos tipos. En julio llegaron cuatro Hawker Hurricane, pero solo uno pudo ser separado para la Fuerza del Desierto Occidental. A finales de julio, la Flota del Mediterráneo había ganado el control del Mediterráneo oriental y pudieron bombardear las posiciones costeras italianas y transportar suministros a lo largo de la costa hacia Matruh y más allá.

### Escaramuzas fronterizas

Los oficiales del 11° Regimiento de Húsares usan una sombrilla para dar sombra durante un alto, mientras patrullan en la frontera de Libia, el 26 de julio de 1940. El vehículo es un automóvil blindado Morris CS9.

El 17 de junio, utilizando la sede de la Sexta División de Infantería británica se formó la base de la WDF bajo el mando del Teniente General O'Connor para controlar a todas las tropas que enfrentan los italianos en Cirenaica, unos 10 000 hombres, con aviones, tanques y armas. O'Connor organizó patrullas agresivas a lo largo de la frontera y se dispuso a dominar la tierra de nadie mediante la creación de columnas de jock, formaciones móviles de armas combinadas basadas en unidades de la 7.ª División Blindada. Estas pequeñas fuerzas regulares bien entrenadas realizaron los primeros ataques a convoyes italianos y posiciones fortificadas a través de la frontera. Las patrullas británicas se acercaron hasta la frontera de alambre el 11 de junio para dominar el área, hostigar a las guarniciones de los fuertes de la frontera y establecer emboscadas a lo largo de la Vía Balbia y las sendas que iban tierra adentro.
Algunas tropas italianas no sabían que la guerra había sido declarada y setenta fueron capturados en la senda a Sidi Omar. Las patrullas iban al norte hasta la carretera de la costa entre Bardia y Tobruk, al oeste a Bir el Gubi y al sur a Giarabub. En una semana, el 11.º Regimiento de Húsares del propio Príncipe Alberto, tomaron Fuerte Capuzzo y, en una emboscada al este de Bardia, capturaron al General Lastucci, el Ingeniero en Jefe del 10.º Ejército. Los refuerzos italianos llegaron a la frontera, comenzaron a realizar patrullas de reconocimiento, mejoraron las defensas de la frontera y recapturaron el Fuerte Capuzzo. El 13 de agosto, se detuvieron las incursiones británicas para conservar la capacidad de servicio de los vehículos; el Grupo de Apoyo de la 7.ª División Blindada se hizo cargo de observar la alambrada a lo largo de 97 kilómetros (60 millas) desde Sollum hasta Fuerte Maddalena, listo para combatir en acciones de demora si los italianos invadían Egipto.

## Operazione E

### 9-10 de septiembre
El XXIII Cuerpo  a cargo del General Annibale Bergonzoli liderararía el ataque del 10.º Ejército en Egipto a Sidi Barrani a lo largo de la carretera de la costa con formaciones motorizadas y no motorizadas. A los cuerpos se les habían dado suficientes camiones como para motorizar tres divisiones de infantería, pero solo podían motorizar completamente una división. Bergonzoli quería el 1.º Raggruppamento Carri como guardia avanzada, dos divisiones de infantería motorizadas en línea y una división motorizada en reserva. Las dos divisiones de infantería no motorizada de Libia se moverían a pie, con el Grupo Maletti en la retaguardia. El 1er Raggruppamento Carri se mantuvo en reserva, a excepción del Batallón de Tanques Ligeros LXII, que se adjuntó a la 63.ª División de Marmarica y el batallón de tanques ligeros LXIII asignado a la 62.ª División de Cirene . El segundo Raggruppamento Carri se quedó en Bardia a excepción del IX Batallón de Tanques Ligeros con la Segunda División Libia de Pescatori. El II batallón de tanques medios estaba con el Grupo Maletti, que tenía tres batallones de infantería libios totalmente motorizados.
El 9 de septiembre, la actividad de la Regia Aeronautica aumentó y los bombarderos del escuadrón n.º 55, del escuadrón n.º 113 y del escuadrón n.º 211 tomaron represalias con ataques a aeródromos, transporte, depósitos de suministros y una incursión a Tobruk de 21 aviones. Más tarde, en el mismo día, 27 bombarderos italianos barrieron Buq Buq y la RAF realizó más incursiones contra los aeródromos italianos. El reconocimiento aéreo británico reveló mucho movimiento terrestre en Bardia, Sidi Azeiz, Gabr Saleh y hacia Sidi Omar desde el oeste, lo que se interpretó como el comienzo de la invasión italiana. El avance del Décimo Ejército mostró las limitaciones de la movilidad y la navegación italianas cuando el Grupo Maletti se perdió al dirigirse hacia Sidi Omar, en la Frontera de alambre. El 10 de septiembre, los automóviles blindados del 11.º Regimiento de Húsares vieron al Grupo Maletti y una neblina pesada protegió a los británicos mientras seguían la lenta acumulación italiana. Cuando la niebla se despejó, los húsares fueron atacados por aviones, tanques y artillería italianos.

### 13–14 de septiembre

La invasión italiana de Egipto, 1940.

El 13 de septiembre, la «1.ª División de Camisas Negras 23 de Marzo», retomó el Fuerte Capuzzo; los italianos bombardearon Musaid, junto a la frontera, en territorio egipcio, que luego ocuparon a continuación. Prosiguieron con el bombardeo aéreo y terrestre del aeródromo de Sollum y de sus cuarteles, que estaban vacíos, acción que levantó nubes de polvo. Cuando se despejó este, se pudo ver al ejército italiano preparado para avanzar contra las defensas británicas compuestas por el 3.er Regimiento de los Coldstream Guards, algo de artillería de campaña, un batallón de infantería y una compañía de ametralladoras. Los italianos avanzaron a lo largo de la costa con dos divisiones a la cabeza, detrás de una pantalla de motociclistas, tanques, infantería motorizada y artillería. La formación italiana fue un blanco fácil para la artillería y los aviones enemigos, pero ello no impidió que la 1.ª División Libia Sibille ocupase los cuarteles de Sollum y siguiese avanzando por el acantilado en dirección al puerto. En la meseta interior, los italianos avanzaron hacia el Paso de Halfaya, posición que defendían una tercera compañía de los Coldstream, un pelotón de los Northumberland Fusiliers y algo de artillería, contingente que comenzó a retirarse por la tarde, a medida que llegaban más infantería y tanques enemigos.
Durante la noche, dos columnas de la 2.ª División de Liberia Pescatori, la 63.ª División de Infantería Cirene y el grupo Maletti de Musaid y la 62.ª División de Infantería Marmárica de Sidi Omar convergieron en el paso. Al día siguiente, las unidades italianas en la escarpa empezaron a descender por el paso, hacia las unidades italianas que avanzaban por la carretera de Sollum. Un escuadrón del 11.º Regimiento de Húsares, la 2.ª Brigada de Rifles y los tanques de crucero del 1.ª Regimiento de Tanques Reales (1.er RTR) hostigaron al enemigo en el escarpe. Justo después del mediodía, las tropas británicas apostadas en la costa se retiraron a Buq Buq y se reunieron con refuerzos del 11.º Regimiento de Húsares y una compañía motorizada de infantes de marina franceses, que bastó para poder seguir haciendo frente a los italianos. Los británicos se retiraron a Alam Hamid el 15 de septiembre y a Alam el Dab el día 16, tratando de infligir las máximas pérdidas posibles al enemigo sin quedar atrapados, destruyendo la carretera costera según se retiraban; el intenso tráfico de los italianos empeoró aún más el estado de la carretera, dañada ya por el enemigo.

### 16 de septiembre
La parte no comprometida del 1.º Raggruppamento Carri, siguió a la 1.ª División Libia Sibille y la 2.ª División Libia Pescatori hacia Bir Thidan el Khadim. En Alam el Dab, cerca de Sidi Barrani, unos cincuenta tanques italianos, infantería motorizada y artillería intentaron un movimiento de flanqueo, lo que obligó a los guardias de Coldstream a retirarse. El grupo blindado fue atacado por la artillería de campaña británica y no hizo ningún otro movimiento, pero debido a la oscuridad la 1.ª División de Camisas Negras, había ocupado Sidi Barrani el 23 de marzo. Sobre la escarpa, las fuerzas de cobertura británicas retrocedieron paralelas a las de la carretera de la costa y la amenaza del flanco del desierto no se materializó. Las aeronaves británicas hicieron muchas salidas de reconocimiento y bombardeo y 5.ª Squadra realizó ametrallamientos con hasta 100 cazas e incursiones de bombardeo contra los aeródromos británicos de primera línea y las posiciones defensivas. Los británicos creyeron que el avance italiano se detendría en Sidi Barrani y Sofafi y comenzaron a observar las posiciones con el 11.º Regimiento de Húsares, cuando el Grupo de Apoyo se retiró a descansar y la 7.ª División Blindada se preparó para realizar un avance sobre Matruh. Las transmisiones de radio italianas sobre la invasión sugirieron que el avance continuaría desde Sidi Barrani, pero pronto pareció que los italianos estaban atrincherándose en un arco al sur y al suroeste en Maktila, Tummar (este), Tummar (oeste), Nibeiwa y en la cima de la escarpa en Sofafi así como en divisiones más retrasadas y ocuparon Buq Buq, Sidi Omar y Halfaya Pass.

## Consecuencias

### Análisis

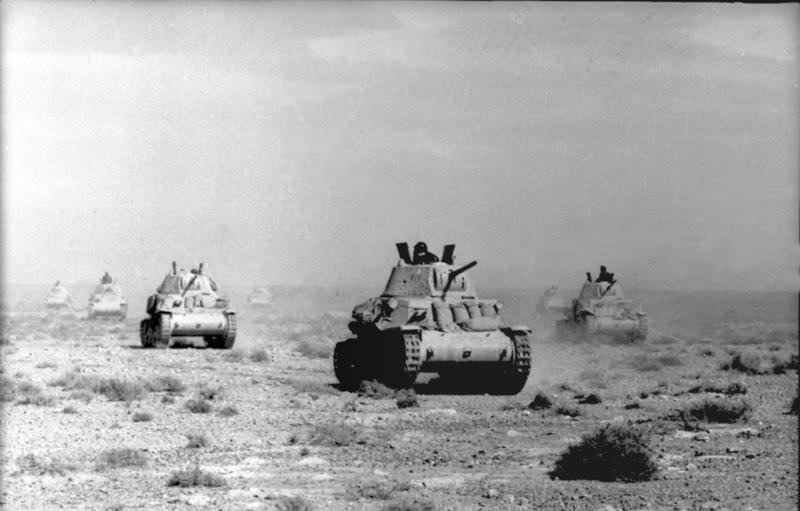
Los nuevos tanques Fiat M13/40 comenzaron a llegar en octubre de 1940.

El Décimo Ejército avanzó aproximadamente 12 millas (19 km) por día, para permitir que las unidades no motorizadas se mantuvieran al día y, en Sidi Barrani, construyeron campamentos fortificados. Las unidades blindadas no habían efectuado movimientos mecánicos audaces ni movimientos de flanqueo, el XXIII Cuerpo había protegido a la infantería y el Décimo Ejército sufrió menos de 550 bajas. El Raggruppamento Maletti, el 1.º Raggruppamento Carri y la 1.ª División de Camisas Negras del 23 de marzo no habían funcionado de acuerdo con la teoría de la guerra blindada italiana. La falta de preparación, entrenamiento y organización había llevado a errores en el montaje y la dirección del Raggruppamento Maletti y el exceso de precauciones con los otros batallones de tanques del 1er Raggruppamento Carri. La motorización apresurada de la 1.ª División de Camisas Negras 23 de marzo, que no había sido entrenada como división motorizada, desorganizó la relación entre los conductores y la infantería.
El avance llegó a Sidi Barrani con pérdidas modestas, pero no hizo mucho daño a los británicos. El 21 de septiembre, quedaban sesenta y ocho tanques Fiat M11/39 de los setenta y dos enviados a Libia. El 1.er Batallón de Tanques Medios tenía nueve tanques reparables y veintitrés irreparables, y el 2.º Batallón de Tanques Medios tenía veintiocho tanques reparables y ocho irreparables. Se esperaba que la resistencia del tanque medio italiano aumentara cuando comenzaran las entregas del nuevo Fiat M13/40 armado con un potente Cannone da 47/32 M35 de 47 mm. El II Batallón de Tanques Medios con treinta y siete tanques M13/40 llegó a Libia a principios de octubre, seguido del «V Batallón de Tanques Medios»  con cuarenta y seis tanques M13/40 el 12 de diciembre. A mediados de noviembre, los italianos tenían cuatrocientos diecisiete tanques medios y ligeros en Libia y Egipto.
Wavell escribió:

El mayor crédito posible se debe al Brigadier WHE Gott, MC, al mando del Grupo de Apoyo, y al Teniente Coronel JC Campbell, MC, al mando de la Artillería, por la manera fría y eficiente en que se realizó esta retirada, también a las tropas por su resistencia y habilidad táctica.

-  Wavell

Los trabajos de reparación comenzaron en la carretera de la costa, que pasó a llamarse Via della Vittoria de Bardia, y una tubería de agua, que no se esperaba que estuviera lista antes de mediados de diciembre, después de lo cual se reanudaría el avance hasta Matruh.
Mussolini escribió el 26 de octubre,

Cuarenta días después de la captura de Sidi Barrani, me pregunto, ¿a quién le ha servido esto durante tanto tiempo, a nosotros o al enemigo? No dudo en contestar, ha sido de mucha utilidad, de hecho, más para el enemigo ... Es hora de preguntar si sientes que deseas continuar mandando.

-  Mussolini

y dos días después, el 28 de octubre, los italianos invadieron Grecia, comenzando la Guerra greco-italiana. A Graziani se le permitió continuar la planificación a un ritmo pausado y se programó un avance italiano a Matruh para mediados de diciembre.

### Bajas
Del 9 al 16 de septiembre, el Décimo Ejército italiano tuvo bajas de 120 muertos y 410 heridos. Varios tanques y camiones se averiaron y se perdieron seis aviones, dos de ellos por accidentes.

### Operaciones subsecuentes
El 17 de septiembre, la flota mediterránea comenzó a hostigar las comunicaciones italianas y se minó el puerto de Benghazi. Un destructor y dos barcos mercantes fueron hundidos con torpedos, y un destructor golpeó una mina en Benghazi y se hundió. Los Blenheim de la RAF destruyeron tres aviones en tierra en Benina. El camino en la escarpa fue bombardeado cerca de Sollum por un cañonero de la marina y otros objetivos cerca de Sidi Barrani lo fueron por dos destructores, desde donde se observaron incendios y explosiones. Los italianos capturados hablaron de daños, víctimas y pérdida de moral. Un intento de bombardear Bardia por un crucero y destructores fue frustrado por un ataque de los aviones torpederos italianos, con un torpedo que impactó la popa del crucero y lo puso fuera de combate. Los bombardeos continuaron durante la calma, lo que llevó a los campamentos y depósitos a ser trasladados tierra adentro. Pequeñas columnas británicas en tierra se establecieron para trabajar con patrullas de automóviles blindados, acercándose a los campamentos italianos, obteniendo información y dominando los alrededores.

### Operación Compass
El 8 de diciembre, los británicos lanzaron la Operación Compass, una incursión de cinco días contra los campamentos italianos fortificados establecidos en una línea defensiva a las afueras de Sidi Barrani. El general Berti estaba de baja por enfermedad y Gariboldi había tomado temporalmente su lugar. La incursión tuvo éxito y las pocas unidades del 10.º Ejército en Egipto que no fueron destruidas se vieron obligadas a retirarse. Para el 11 de diciembre, los británicos comenzaron una contraofensiva y el resto del 10.º Ejército fue derrotado rápidamente. Los británicos prolongaron la operación para perseguir los restos del Décimo Ejército a Sollum, Bardia, Tobruk, Derna, Mechili, Beda Fomm y El Agheila en el Golfo de Sirte. Los británicos perdieron 1,900 hombres muertos y heridos, aproximadamente el diez por ciento de su infantería, en la captura de 133,298 prisioneros italianos y libios, 420 tanques y más de 845 cañones y aviones. Los británicos no pudieron continuar más allá de El Agheila, debido a los vehículos averiados y desgastados y al desvío de las unidades mejor equipadas a la Campaña Griega.

### Orden de batalla
Los 5.º y 10.º ejércitos italianos el 10 de junio de 1940, el 10.º Ejército del 13 de septiembre, la Fuerza del Desierto Occidental el 10 de junio y el 9 de diciembre.
Comandante supremo de las fuerzas italianas en el norte de África: mariscal del aire Italo Balbo
10 de junio de 1940
5º Ejército, frontera occidental (Túnez, General Italo Gariboldi)
- X cuerpo
  - 25.ª División de Infantería de Bolonia
  - 60.ª División de Infantería Sabratha
- XX cuerpo
  - 17.ª División de Infantería de Pavía
  - 61.ª División de Infantería Sirte
  - 27.ª División de infantería Brescia
- XXIII Cuerpo
  - 1.ª División de camisas negras División 23 de marzo
  - 2.ª División Negra 28 Ottobre
  - 2.ª División libia Pescatore (reserva al 5.º ejército)

Décimo ejército , frontera oriental, (Libia, general Mario Berti, diputado por Gariboldi)
- XXI Cuerpo
  - 63.ª División de Infantería de Cirene
  - 62.ª División de infantería Marmarica
- XXII Cuerpo
  - 64.ª División de infantería Catanzaro
  - 4.ª División Negra 3 Gennaio
  - 1.ª División libia Sibille (Décima reserva del ejército)
  - 5.ª Squadra, Regia Aeronautica

(El 10 de junio de 1940, había 363 aviones italianos en el norte de África, de los cuales 306 estaban operativos, 57 eran entrenadores y 179 no estaban disponibles).
- Bombarderos 
  - 10.º Stormo: 30 Savoia-Marchetti SM.79
  - 14.º Stormo: 12 SM.79, 1 Fiat BR.20
  - 15.º Stormo: 35 SM.79, 8 Savoia-Marchetti SM.81 , 3 BR.20
  - 33 ° Stormo: 31 SM.79
- Aviones de combate
  - 2.º Stormo: 36 Fiat CR.32, 25 Fiat CR.42
  - 10.º Gruppo: 27 Fiat CR.42
  - 50.º Stormo: 11 Breda Ba.65 de ataque a tierra, 3 IMAM Ro.41 de reconocimiento, 23 Caproni Ca.310 bombardero ligero y de reconocimiento
- Reconocimiento
  - 64.º Gruppo: 8 IMAM Ro.37bis, 5 RO.1bis
  - 73.º Gruppo: 6 RO.37bis, 1 RO.1bis
  - 143.ª Escuadrilla: CANT Z.501/6 de reconocimiento marítimo
- Colonial
  - I Gruppo Aviazione Presidio Coloniale: 18 Caproni Ca.309, CA.310, RO.37 como bombarderos ligeros y de reconocimiento
  - II Gruppo Aviazione Presidio Coloniale : 21 CA.309, CA.310 y RO.37 como bombarderos ligeros y de reconocimiento
- Comandante en jefe de Oriente Medio, general Sir Archibald Wavell
  - Comandante de la Fuerza del Desierto Occidental: Teniente general RN O'Connor
- Séptima División Blindada: Comandante Mayor General M. O'Moore Creagh
  - 4.ª Brigada Blindada, Mersa Matruh
    - 1.º regimiento de tanques reales
    - 6.º regimiento de tanques reales
    - 7.ª brigada blindada, Sidi Sulieman
    - 7.ª húsares
    - 8.ª húsares

  - Grupo de Apoyo (Brigada de Infantería Motorizada) Sidi Barrani
    - 1.º Batallón KRRC
    - 2.º Batallón motorizado; The Rifle Brigade
    - 3.ª Batallón Coldstream Guards
    - 1.º Royal Northumberland Fusiliers
    - 3.º artillería real de a caballo
    - Batería F de la 4.ª de artillería de Royal Horse
    - 11.º Regimiento de Húsares como adjunto al grupo de apoyo de la 7.ª Brigada Blindada

En Sidi Barrani con operaciones en la frontera entre Libia y Egipto.
- Brigada de infantería de El Cairo - Guarnición para Mersa Matruh

Otras fuerzas de la Commonwealth en Egipto
- 4.ª División India (menos una brigada de infantería) Delta del Nilo
  - 5.ª brigada de infantería india
  - 11.ª brigada de infantería india
  - Tropas divisionales
- 6.ª División australiana, formación, Delta del Nilo)

2.ª División de Nueva Zelanda, formación Delta del Nilo)
13 de septiembre de 1940
- Comandante supremo de las fuerzas italianas en el norte de África: el mariscal Rodolfo Graziani
- XXI Cuerpo (10.º Reserva del Ejército, Tobruk)
  - 61 División de Infantería Sirte
  - 2.ª División Negra 28 Ottobre
  - Batallón de tanques ligeros LX (L3)
- XXII Cuerpo
  - 64.ª División de infantería Catanzaro
  - 4.ª División Negra 3 Gennaio
- XXIII Cuerpo: Comandante general Annibale Bergonzoli
  - 1.ª División de Camisas Negras 23 de marzo, motorizada para la invasión de Egipto
  - 62.ª División de Infantería Marmárica; motorizada parcialmente para la invasión
  - LXIII Batallón de tanques ligeros (L3); reforzando la División 62 Marmarica
  - 63.ª División de infantería Cirene; parcialmente motorizada para la invasión
  - LXII Batallón de tanques ligeros (L3): reforzando la 63.ª División de Cirene
  - 1.! división libia Sibille (no motorizada)
  - 2.ª división libia Pescatore (no motorizada)
  - IX batallón de tanques ligeros (L3) (reforzando la 2.ª División de Libia Pescatore )

Comando Carri Armati della Libia
- 1.º Raggruppamento Carri, en reserva al XXIII Cuerpo, bajo el mando del 10.º Ejército
  - I Batallón de Tanques Medios (M11)
  - XXI Batallón de Tanques Ligeros (L3)
- 2.º Raggruppamento Carri
  - XX Batallón de tanques ligeros (L3)
  - Batallón de tanques ligeros LXI (L3)
- Maletti Raggruppamento (parte del XXIII Cuerpo)
  - II batallón de tanques medios (M11)
  - 3 batallones de infantería libios motorizados

Fuerza del Desierto Occidental Comandante en Jefe del Oriente Medio: General Sir Archibald Wavell Comandante de la Fuerza del Desierto Occidental: Teniente General RN O'Connor
- Tropas del Cuerpo
  - 7.º Batallón, Regimiento de Tanques Reales, Matildas
  - 1.ª Royal Horse Artillery
  - 104.ª Royal Horse Artillery
  - 51.º RA Regimiento de campo
  - 7.º Regimientos Medianos RA
  - 64.º Regimientos Medianos RA
- 7.ª división blindada
  - 4.ª brigada blindada
  - 7.ª brigada blindada
  - Grupo de Apoyo (Brigada de Infantería).
  - Tropas divisionales
- 4.ª división india
  - 5.ª brigada de infantería india
  - 11.ª brigada de infantería india
  - Tropas divisionales
  - 16.ª brigada de infantería (adjunta a la 4.ª división india hasta el 11 de diciembre de 1940
- 6.ª División australiana (desde mediados de diciembre)[47]
  - 16.ª brigada de infantería australiana
  - 17.ª brigada de infantería australiana
  - 16.ª Brigada de Infantería (adjunta de la 4.ª División India 11 de diciembre)
  - Tropas divisionales
  - 7.º RTR (adjunto de la 7.ª División Blindada)
- Selby Force (Grupo de Brigada para la defensa de Mersa Matruh)[nota 4][48]

## Otras bibliografías
- Bauer, E. (2000) [1979]. Young, Peter, ed. The History of World War II (Orbis: London, rev. ed.). New York: Galahad Books. ISBN 978-1-85605-552-9.
- Black, Jeremy (2003). World War Two: A Military History. Warfare and History. London: Routledge. ISBN 978-0-415-30535-8.
- Churchill, Winston (1986) [1949]. Their Finest Hour. The Second World War. II. Boston: Houghton Mifflin. ISBN 978-0-395-41056-1.
- Dando, N. (2014). The Impact of Terrain on British Operations and Doctrine in North Africa 1940–1943 (PhD). Plymouth University. OCLC 885436735. Recuperada el 25 de marzo de 2015.
- Jowett, Philip (2001) [2000]. The Italian Army 1940–45: Africa 1940–43. Men-at-Arms. Oxford: Osprey. ISBN 978-1-85532-865-5.
- Titterton, Commander G. A.; Essenhigh, First Sea Lord Admiral Sir Nigel; Brown, David (2002) [1952]. The Royal Navy and the Mediterranean: September 1939 – October 1940. Naval Staff Histories. I. Frank Cass. ISBN 978-0-7146-5179-8.
- Walker, Ian W. (2003). Iron Hulls, Iron Hearts: Mussolini's Elite Armoured Divisions in North Africa. Marlborough: Crowood. ISBN 978-1-86126-646-0.

- Datos: Q698421